# NGC 6467
NGC 6467 (другие обозначения — NGC 6468, UGC 11004, MCG 3-45-35, ZWG 112.58, NPM1G +17.0638, PGC 60972) — галактика в созвездии Геркулес.
Этот объект занесён в новый общий каталог несколько раз, с обозначениями NGC 6467, NGC 6468.
Этот объект входит в число перечисленных в оригинальной редакции «Нового общего каталога».